# مانوج شارما
مانوج شارما (بالإنجليزية: Manoj Sharma)‏ هو كاتب سيناريو ومخرج هندي، ولد في 19 أكتوبر 1973 في Khurja ‏ في الهند.

## وصلات خارجية
- مانوج شارما على موقع IMDb (الإنجليزية)
- مانوج شارما على موقع أول موفي (الإنجليزية)
- مانوج شارما على موقع كينوبويسك (الروسية)